# Chorebus pseudometallicus
Chorebus pseudometallicus is een insect dat behoort tot de orde vliesvleugeligen (Hymenoptera) en de familie van de schildwespen (Braconidae). De wetenschappelijke naam van de soort werd voor het eerst geldig gepubliceerd door Docavo & Tormos in 1998.